# Rio Bulzu (Uibăreşti)
O Rio Bulzu é um rio da Romênia afluente do Rio Uibăreşti, localizado no distrito de Hunedoara.